# 61. Kongress der Vereinigten Staaten
Der 61. Kongress der Vereinigten Staaten, bestehend aus dem Repräsentantenhaus und dem Senat, war die Legislative der Vereinigten Staaten. Seine Legislaturperiode dauerte vom 4. März 1909 bis zum 4. März 1911. Alle Abgeordneten des Repräsentantenhauses sowie ein Drittel der Senatoren (Klasse III) waren im Jahr 1908 bei den Kongresswahlen gewählt worden. Dabei ergab sich in beiden Kammern eine Mehrheit für die Republikanische Partei, die mit William H. Taft auch den Präsidenten stellte. Der Demokratischen Partei blieb nur die Rolle in der Opposition. Während der Legislaturperiode gab es einige Rücktritte und Todesfälle, die aber an den Mehrheitsverhältnissen nichts änderten. Der Kongress tagte in der amerikanischen Bundeshauptstadt Washington, D.C. Die Vereinigten Staaten bestanden damals aus 46 Bundesstaaten. Die Sitzverteilung im Repräsentantenhaus basierte auf der Volkszählung von 1900.

## Wichtige Ereignisse
Siehe auch 1909, 1910 und 1911
- 4. März 1909: Beginn der Legislaturperiode des 61. Kongresses. Gleichzeitig wird William Howard Taft in sein neues Amt als US-Präsident eingeführt. Er löst Theodore Roosevelt ab.
- 7. März 1909: Die U-Bahn im Kapitolkomplex in Washington DC nimmt ihren Betrieb auf.
- 30. März 1909: Die Blackwell's Island Bridge (später Queensboro Bridge) über den East River wird für den Verkehr geöffnet. Sie verbindet die Stadtteile Manhattan und Queens in New York City.
- 7. August 1909: Alice Ramsey erreicht mit drei Begleiterinnen bei der ersten Fahrt einer Automobilistin von Küste zu Küste der USA ihr Ziel in San Francisco. Die Frauen sind am 9. Juni in New York gestartet.
- 21. Januar 1910: Der US-Senat in Washington beschließt die Annexion von Spitzbergen.
- 27. Oktober 1910: Im Zuge der US-Militärintervention werden in Nicaragua die Pactos Dawson unterzeichnet.
- 7. November 1910: Ein Flugzeug der Wright Company befördert die erste Luftfracht im Auftrag eines Warenhauses von Dayton, Ohio, in das rund 100 Kilometer entfernte Columbus, Ohio.
- November 1910: Bei den Kongresswahlen in den USA ergibt sich im Senat eine Mehrheit für die Republikanische Partei. Im Repräsentantenhaus hat die Demokratische Partei die Mehrheit.

## Die wichtigsten Gesetze
In den Sitzungsperioden des 61. Kongresses wurden unter anderem folgende Bundesgesetze verabschiedet (siehe auch: Gesetzgebungsverfahren):
- 5. August 1909 – Payne-Aldrich Tariff Act
- 18. Juni 1910 – Mann-Elkins Act
- 25. Juni 1910 – Mann Act
- 3. März 1911 – Judicial Code of 1911

## Zusammensetzung nach Parteien

### Senat
- Demokratische Partei: 32
- Republikanische Partei: 60 (Mehrheit)
- Sonstige: 0

Gesamt: 92

### Repräsentantenhaus
- Demokratische Partei: 172
- Republikanische Partei: 219 (Mehrheit)
- Sonstige: 0

Gesamt: 391
Außerdem gab es noch sieben nicht stimmberechtigte Kongressdelegierte.

## Amtsträger

### Senat
- Präsident des Senats: James S. Sherman (R)
- Präsident pro tempore: William P. Frye (R)

### Repräsentantenhaus
- Sprecher des Repräsentantenhauses: Joseph Gurney Cannon (R)

#### Führung der Mehrheitspartei
- Mehrheitsführer: Sereno E. Payne (R)

#### Führung der Minderheitspartei
- Minderheitsführer: Champ Clark (D)

## Senatsmitglieder
Im 61. Kongress vertraten folgende Senatoren ihre jeweiligen Bundesstaaten:
| Alabama - 2. John H. Bankhead (D) - 3. Joseph F. Johnston (D) Arkansas - 2. Jeff Davis (D) - 3. James Paul Clarke (D) Kalifornien - 1. Frank P. Flint (R) - 3. George Clement Perkins (R) Colorado - 2. Simon Guggenheim (R) - 3. Charles J. Hughes (D) bis zum 11. Januar 1911, danach blieb der Sitz vakant Connecticut - 1. Morgan Bulkeley (R) - 3. Frank B. Brandegee (R) Delaware - 1. Henry A. du Pont (R) - 2. Harry A. Richardson (R) Florida - 1. James Taliaferro (D) - 3. Duncan U. Fletcher (D) Georgia - 2. Augustus Octavius Bacon (D) - 3. Alexander S. Clay (D) bis zum 10. November 1910 - Joseph M. Terrell (D) ab dem 17. November 1910 Idaho - 2. William Borah (R) - 3. Weldon B. Heyburn (R) Illinois - 2. Shelby Moore Cullom (R) - 3. William Lorimer (R) ab dem 18. Juni 1909 Indiana - 1. Albert J. Beveridge (R) - 3. Benjamin F. Shively (D) Iowa - 2. Jonathan P. Dolliver (R) bis zum 15. Oktober 1910 - Lafayette Young (R) ab dem 12. November 1910 - 3. Albert B. Cummins (R) Kansas - 2. Charles Curtis (R) - 3. Joseph L. Bristow (R) Kentucky - 2. Thomas H. Paynter (D) - 3. William O’Connell Bradley (R) Louisiana - 2. Murphy J. Foster (D) - 3. Samuel D. McEnery (D) bis zum 10. Juni 1910 - John Randolph Thornton (D) ab dem 10. Dezember 1910 Maine - 1. Eugene Hale (R) - 2. William P. Frye (R) Maryland - 1. Isidor Rayner (D) - 3. John Walter Smith (D) Massachusetts - 1. Henry Cabot Lodge (R) - 2. Winthrop M. Crane (R) Michigan - 1. Julius C. Burrows (R) - 2. William Alden Smith (R) Minnesota - 1. Moses Edwin Clapp (R) - 2. Knute Nelson (R) Mississippi - 1. Hernando Money (D) - 2. Anselm J. McLaurin (D) bis zum 22. Dezember 1909 - James Gordon (D) vom 27. Dez. 1909 bis zum 22. Feb. 1910 - LeRoy Percy (D) ab dem 23. Februar 1910 Missouri - 1. William Warner (R) - 3. William J. Stone (D) Montana - 1. Thomas Henry Carter (R) - 2. Joseph Dixon (R) | Nebraska - 1. Elmer Jacob Burkett (R) - 2. Norris Brown (R) Nevada - 1. George S. Nixon (R) - 3. Francis G. Newlands (D) New Hampshire - 2. Henry E. Burnham (R) - 3. Jacob Harold Gallinger (R) New Jersey - 1. John Kean (R) - 2. Frank O. Briggs (R) New York - 1. Chauncey Depew (R) - 3. Elihu Root (R) North Carolina - 2. Furnifold McLendel Simmons (D) - 3. Lee Slater Overman (D) North Dakota - 1. Porter J. McCumber (R) - 3. Martin N. Johnson (R) bis zum 21. Oktober 1909 - Fountain L. Thompson (D) vom 10. November 1909 bis zum 31. Januar 1910 - William E. Purcell (D) vom 1. Februar 1910 bis zum 1. Februar 1911 - Asle Gronna (R) ab dem 2. Februar 1911 Ohio - 1. Charles W. F. Dick (R) - 3. Theodore E. Burton (R) Oklahoma - 2. Robert Latham Owen (D) - 3. Thomas Gore (D) Oregon - 2. Jonathan Bourne (R) - 3. George Earle Chamberlain (D) Pennsylvania - 1. Philander C. Knox (R) bis zum 4. März 1909 - George T. Oliver (R) ab dem 17. März 1909 - 3. Boies Penrose (R) Rhode Island - 1. Nelson W. Aldrich (R) - 2. George P. Wetmore (R) South Carolina - 2. Benjamin Tillman (D) - 3. Ellison D. Smith (D) South Dakota - 2. Robert J. Gamble (R) - 3. Coe I. Crawford (R) Tennessee - 1. James B. Frazier (D) - 2. Robert Love Taylor (D) Texas - 1. Charles Allen Culberson (D) - 2. Joseph Weldon Bailey (D) Utah - 1. George Sutherland (R) - 3. Reed Smoot (R) Vermont - 1. Carroll Smalley Page (R) - 3. William P. Dillingham (R) Virginia - 1. John W. Daniel (D) bis zum 29. Juni 1910 - Claude A. Swanson (D) ab dem 1. August 1910 - 2. Thomas S. Martin (D) Washington - 1. Samuel H. Piles (R) - 3. Wesley Livsey Jones (R) West Virginia - 1. Nathan B. Scott (R) - 2. Stephen Benton Elkins (R) bis zum 4. Januar 1911 - Davis Elkins (R) vom 9. Bis zum 31. Januar 1911 - Clarence Wayland Watson (D) ab dem 1. Februar 1911 Wisconsin - 1. Robert La Follette Sr. (R) - 3. Isaac Stephenson (R) Wyoming - 1. Clarence Don Clark (R) - 2. Francis E. Warren (R) |

## Mitglieder des Repräsentantenhauses
Folgende Kongressabgeordnete vertraten im 61. Kongress die Interessen ihrer jeweiligen Bundesstaaten:
| Alabama 9 Wahlbezirke - 1. George W. Taylor (D) - 2. Stanley Hubert Dent, Jr. (D) - 3. Henry De Lamar Clayton, Jr. (D) - 4. William Benjamin Craig (D) - 5. James Thomas Heflin (D) - 6. Richmond Pearson Hobson (D) - 7. John Lawson Burnett (D) - 8. William N. Richardson (D) - 9. Oscar Underwood (D) Arkansas 7 Wahlbezirke. - 1. Robert B. Macon (D) - 2. William Allan Oldfield (D) - 3. John C. Floyd (D) - 4. William B. Cravens (D) - 5. Charles C. Reid (D) - 6. Joseph Taylor Robinson (D) - 7. Robert M. Wallace (D) Kalifornien 8 Wahlbezirke. - 1. William F. Englebright (R) - 2. Duncan E. McKinlay (R) - 3. Joseph R. Knowland (R) - 4. Julius Kahn (R) - 5. Everis A. Hayes (R) - 6. James C. Needham (R) - 7. James McLachlan (R) - 8. Sylvester C. Smith (R) Colorado 2 Wahlbezirke. Außerdem wurde ein Abgeordneter staatsweit gewählt - 1. Atterson W. Rucker (D) - 2. John Andrew Martin (D) - 3. Edward T. Taylor (D) staatsweit gewählt Connecticut 4 Wahlbezirke. Außerdem wurde ein Abgeordneter staatsweit gewählt - 1. E. Stevens Henry (R) - 2. Nehemiah D. Sperry (R) - 3. Edwin W. Higgins (R) - 4. Ebenezer J. Hill (R) - 5. John Q. Tilson (R) staatsweit gewählt Delaware Staatsweite Wahl - William H. Heald (R) Florida 3 Wahlbezirke - 1. Stephen M. Sparkman (D) - 2. Frank Clark (D) - 3. Dannite H. Mays (D) Georgia 11 Wahlbezirke - 1. Charles Gordon Edwards (D) - 2. James M. Griggs (D) bis zum 5. Januar 1910 - Seaborn Roddenbery (D) ab dem 6. Februar 1910 - 3. Dudley Mays Hughes (D) - 4. William C. Adamson (D) - 5. Leonidas F. Livingston (D) - 6. Charles Lafayette Bartlett (D) - 7. Gordon Lee (D) - 8. William Marcellus Howard (D) - 9. Thomas Montgomery Bell (D) - 10. Thomas W. Hardwick (D) - 11. William Gordon Brantley (D) Idaho Staatsweite Wahl - Thomas Ray Hamer (R) Illinois 25 Wahlbezirke - 1. Martin B. Madden (R) - 2. James Robert Mann (R) - 3. William W. Wilson (R) - 4. James T. McDermott (D) - 5. Adolph J. Sabath (D) - 6. William Lorimer (R) bis zum 17. Juni 1909 - William Moxley (R) ab dem 23. November 1909 - 7. Frederick Lundin (R) - 8. Thomas Gallagher (D) - 9. Henry Sherman Boutell (R) - 10. George Edmund Foss (R) - 11. Howard M. Snapp (R) - 12. Charles Eugene Fuller (R) - 13. Frank Orren Lowden (R) - 14. James McKinney (R) - 15. George W. Prince (R) - 16. Joseph V. Graff (R) - 17. John Allen Sterling (R) - 18. Joseph Gurney Cannon (R) - 19. William B. McKinley (R) - 20. Henry T. Rainey (D) - 21. James McMahon Graham (D) - 22. William A. Rodenberg (R) - 23. Martin D. Foster (D) - 24. Pleasant T. Chapman (R) - 25. Napoleon B. Thistlewood (R) Indiana 13 Wahlbezirke - 1. John W. Boehne (D) - 2. William A. Cullop (D) - 3. William E. Cox (D) - 4. Lincoln Dixon (D) - 5. Ralph W. Moss (D) - 6. William O. Barnard (R) - 7. Charles A. Korbly (D) - 8. John A. M. Adair (D) - 9. Martin A. Morrison (D) - 10. Edgar D. Crumpacker (R) - 11. George W. Rauch (D) - 12. Cyrus Cline (D) - 13. Henry A. Barnhart (D) Iowa 11 Wahlbezirke - 1. Charles A. Kennedy (R) - 2. Albert F. Dawson (R) - 3. Charles E. Pickett (R) - 4. Gilbert N. Haugen (R) - 5. James William Good (R) - 6. Nathan E. Kendall (R) - 7. John A. T. Hull (R) - 8. William Darius Jamieson (D) - 9. Walter I. Smith (R) - 10. Frank P. Woods (R) - 11. Elbert H. Hubbard (R) Kansas 8 Wahlbezirke. - 1. Daniel Anthony Jr. (R) - 2. Charles Frederick Scott (R) - 3. Philip P. Campbell (R) - 4. James Monroe Miller (R) - 5. William A. Calderhead (R) - 6. William A. Reeder (R) - 7. Edmond H. Madison (R) - 8. Victor Murdock (R) Kentucky 11 Wahlbezirke - 1. Ollie Murray James (D) - 2. Augustus Owsley Stanley (D) - 3. Robert Y. Thomas (D) - 4. Ben Johnson (D) - 5. J. Swagar Sherley (D) - 6. Joseph L. Rhinock (D) - 7. J. Campbell Cantrill (D) - 8. Harvey Helm (D) - 9. Joseph B. Bennett (R) - 10. John W. Langley (R) - 11. Don C. Edwards (R) Louisiana 7 Wahlbezirke - 1. Albert Estopinal (D) - 2. Samuel Louis Gilmore (D) vom 30. März 1909 bis zum 18. Juli 1910 - H. Garland Dupré (D) ab dem 8. November 1910 - 3. Robert F. Broussard (D) - 4. John T. Watkins (D) - 5. Joseph E. Ransdell (D) - 6. Robert C. Wickliffe (D) - 7. Arsène Pujo (D) Maine 4 Wahlbezirke - 1. Amos L. Allen (R) bis zum 20. Februar 1911 - 2. John P. Swasey (R) - 3. Edwin C. Burleigh (R) - 4. Frank E. Guernsey (R) Maryland 6 Wahlbezirke. - 1. James Harry Covington (D) - 2. Joshua Talbott (D) - 3. John Kronmiller (R) - 4. John Gill Jr. (D) - 5. Sydney Emanuel Mudd (R) - 6. George Alexander Pearre (R) Massachusetts 14 Wahlbezirke - 1. George P. Lawrence (R) - 2. Frederick H. Gillett (R) - 3. Charles G. Washburn (R) - 4. Charles Q. Tirrell (R) bis zum 31. Juli 1910 - John Joseph Mitchell (D) ab dem 8. November 1910 - 5. Butler Ames (R) - 6. Augustus Peabody Gardner (R) - 7. Ernest W. Roberts (R) - 8. Samuel W. McCall (R) - 9. John A. Keliher (D) - 10. Joseph F. O’Connell (D) - 11. Andrew James Peters (D) - 12. John Wingate Weeks (R) - 13. William S. Greene (R) - 14. William C. Lovering (R) bis zum 4. Februar 1910 - Eugene Foss (D) vom 22. März 1910 bis zum 4. Januar 1911, danach war der Sitz vakant Michigan 12 Wahlbezirke - 1. Edwin Denby (R) - 2. Charles E. Townsend (R) - 3. Washington Gardner (R) - 4. Edward L. Hamilton (R) - 5. Gerrit J. Diekema (R) - 6. Samuel William Smith (R) - 7. Henry McMorran (R) - 8. Joseph W. Fordney (R) - 9. James C. McLaughlin (R) - 10. George A. Loud (R) - 11. Francis H. Dodds (R) - 12. H. Olin Young (R) Minnesota 9. Wahlbezirke - 1. James Albertus Tawney (R) - 2. Winfield Scott Hammond (D) - 3. Charles Russell Davis (R) - 4. Frederick Stevens (R) - 5. Frank Nye (R) - 6. Charles August Lindbergh (R) - 7. Andrew Volstead (R) - 8. Clarence B. Miller (R) - 9. Halvor Steenerson (R) Mississippi 8 Wahlbezirke - 1. Ezekiel S. Candler (D) - 2. Thomas Spight (D) - 3. Benjamin G. Humphreys II (D) - 4. Thomas U. Sisson (D) - 5. Adam M. Byrd (D) - 6. Eaton J. Bowers (D) - 7. William A. Dickson (D) - 8. James William Collier (D) Missouri 16 Wahlbezirke - 1. James Tilghman Lloyd (D) - 2. William W. Rucker (D) - 3. Joshua W. Alexander (D) - 4. Charles F. Booher (D) - 5. William Patterson Borland (D) - 6. David A. De Armond (D) bis zum 23. November 1909 - Clement C. Dickinson (D) ab dem 1. Februar 1910 - 7. Courtney W. Hamlin (D) - 8. Dorsey William Shackleford (D) - 9. Champ Clark (D) - 10. Richard Bartholdt (R) - 11. Patrick F. Gill (D) - 12. Harry Marcy Coudrey (R) - 13. Politte Elvins (R) - 14. Charles A. Crow (R) - 15. Charles Henry Morgan (R) - 16. Arthur P. Murphy (R) Montana Staatsweite Wahl - Charles Nelson Pray (R) | Nebraska 6 Wahlbezirke - 1. John A. Maguire (D) - 2. Gilbert Monell Hitchcock (D) - 3. James P. Latta (D) - 4. Edmund H. Hinshaw (R) - 5. George W. Norris (R) - 6. Moses P. Kinkaid (R) Nevada Staatsweite Wahl - George A. Bartlett (D) New Hampshire 2 Wahlbezirke - 1. Cyrus A. Sulloway (R) - 2. Frank Dunklee Currier (R) New Jersey 10 Wahlbezirke - 1. Henry C. Loudenslager (R) - 2. John J. Gardner (R) - 3. Benjamin Franklin Howell (R) - 4. Ira W. Wood (R) - 5. Charles N. Fowler (R) - 6. William Hughes (D) - 7. Richard W. Parker (R) - 8. William H. Wiley (R) - 9. Eugene F. Kinkead (D) - 10. James A. Hamill (D) New York 37 Wahlbezirke - 1. William W. Cocks (R) - 2. George H. Lindsay (D) - 3. Otto G. Foelker (R) - 4. Charles B. Law (R) - 5. Richard Young (R) - 6. William M. Calder (R) - 7. John Joseph Fitzgerald (D) - 8. Daniel J. Riordan (D) - 9. Henry M. Goldfogle (D) - 10. William Sulzer (D) - 11. Charles V. Fornes (D) - 12. Michael F. Conry (D) - 13. Herbert Parsons (R) - 14. William Willett Jr. (D) - 15. J. Van Vechten Olcott (R) - 16. Francis Burton Harrison (D) - 17. William Stiles Bennet (R) - 18. Joseph A. Goulden (D) - 19. John Emory Andrus (R) - 20. Thomas W. Bradley (R) - 21. Hamilton Fish II (R) - 22. William Draper (R) - 23. George N. Southwick (R) - 24. George Winthrop Fairchild (R) - 25. Cyrus Durey (R) - 26. George R. Malby (R) - 27. Charles S. Millington (R) - 28. Charles L. Knapp (R) - 29. Michael E. Driscoll (R) - 30. John Wilbur Dwight (R) - 31. Sereno E. Payne (R) - 32. James Breck Perkins (R) bis zum 11. März 1910 - James S. Havens (D) ab dem 19. April 1910 - 33. Jacob Sloat Fassett (R) - 34. James S. Simmons (R) - 35. Daniel A. Driscoll (D) - 36. De Alva S. Alexander (R) - 37. Edward B. Vreeland (R) North Carolina 10 Wahlbezirke - 1. John Humphrey Small (D) - 2. Claude Kitchin (D) - 3. Charles R. Thomas (D) - 4. Edward W. Pou (D) - 5. John M. Morehead (R) - 6. Hannibal Lafayette Godwin (D) - 7. Robert N. Page (D) - 8. Charles H. Cowles (R) - 9. Edwin Y. Webb (D) - 10. John Gaston Grant (R) North Dakota 2 Wahlbezirke - 1. Louis Benjamin Hanna (R) - 2. Asle Gronna (R) bis zum 11. Februar 1911, danach blieb der Sitz vakant Ohio 21 Wahlbezirke - 1. Nicholas Longworth (R) - 2. Herman P. Goebel (R) - 3. James M. Cox (D) - 4. William E. Tou Velle (D) - 5. Timothy T. Ansberry (D) - 6. Matthew Denver (D) - 7. J. Warren Keifer (R) - 8. Ralph D. Cole (R) - 9. Isaac R. Sherwood (D) - 10. Adna R. Johnson (R) - 11. Albert Douglas (R) - 12. Edward L. Taylor (R) - 13. Carl C. Anderson (D) - 14. William Graves Sharp (D) - 15. James Joyce (R) - 16. David Hollingsworth (R) - 17. William A. Ashbrook (D) - 18. James Kennedy (R) - 19. W. Aubrey Thomas (R) - 20. L. Paul Howland (R) - 21. James H. Cassidy (R) ab dem 20. April 1909 Oklahoma 5 Wahlbezirke - 1. Bird Segle McGuire (R) - 2. Dick Thompson Morgan (R) - 3. Charles E. Creager (R) - 4. Charles D. Carter (D) - 5. Scott Ferris (D) Oregon 2 Wahlbezirke - 1. Willis C. Hawley (R) - 2. William R. Ellis (R) Pennsylvania 32 Wahlbezirke. - 1. Henry H. Bingham (R) - 2. Joel Cook (R) bis zum 15. Dezember 1910, danach blieb der Sitz vakant - 3. J. Hampton Moore (R) - 4. Reuben O. Moon (R) - 5. William Walker Foulkrod (R) bis zum 13. November 1910, danach blieb der Sitz vakant - 6. George Deardorff McCreary (R) - 7. Thomas S. Butler (R) - 8. Irving Price Wanger (R) - 9. William Walton Griest (R) - 10. Thomas David Nicholls (unabhängiger Demokrat) - 11. Henry Wilbur Palmer (R) - 12. Alfred Buckwalter Garner (R) - 13. John Hoover Rothermel (D) - 14. Charles Clarence Pratt (R) - 15. William Bauchop Wilson (D) - 16. John Geiser McHenry (D) - 17. Benjamin K. Focht (R) - 18. Marlin Edgar Olmsted (R) - 19. John Merriman Reynolds (R) bis zum 17. Januar 1911, danach blieb der Sitz vakant - 20. Daniel F. Lafean (R) - 21. Charles Frederick Barclay (R) - 22. George Franklin Huff (R) - 23. Allen Foster Cooper (R) - 24. John Tener (R) bis zum 16. Januar 1911, danach blieb der Sitz vakant - 25. Arthur Laban Bates (R) - 26. Alexander Mitchell Palmer (D) - 27. J. N. Langham (R) - 28. Nelson Platt Wheeler (R) - 29. William Harrison Graham (R) - 30. John Dalzell (R) - 31. James F. Burke (R) - 32. Andrew Jackson Barchfeld (R) Rhode Island 2 Wahlbezirke - 1. William Sheffield Jr. (R) - 2. Adin B. Capron (R) South Carolina 7 Wahlbezirke. - 1. George Swinton Legaré (D) - 2. James O’Hanlon Patterson (D) - 3. Wyatt Aiken (D) - 4. Joseph T. Johnson (D) - 5. David E. Finley (D) - 6. J. Edwin Ellerbe (D) - 7. Asbury Francis Lever (D) South Dakota Staatsweite Wahlen für beide Abgeordneten - Charles H. Burke (R) - Eben Martin (R) Tennessee 10 Wahlbezirke - 1. Walter P. Brownlow (R) bis zum 8. Juli 1910 - Zachary D. Massey (R) ab dem 8. November 1910 - 2. Richard W. Austin (R) - 3. John A. Moon (D) - 4. Cordell Hull (D) - 5. William C. Houston (D) - 6. Joseph W. Byrns (D) - 7. Lemuel P. Padgett (D) - 8. Thetus W. Sims (D) - 9. Finis J. Garrett (D) - 10. George Washington Gordon (D) Texas 16 Wahlbezirke. - 1. Morris Sheppard (D) - 2. Martin Dies (D) - 3. Gordon J. Russell (D) bis zum 14. Juni 1910 - Robert M. Lively (D) ab dem 23. Juli 1910 - 4. Choice B. Randell (D) - 5. James Andrew Beall (D) - 6. Rufus Hardy (D) - 7. Alexander W. Gregg (D) - 8. John M. Moore (D) - 9. George Farmer Burgess (D) - 10. Albert S. Burleson (D) - 11. Robert Lee Henry (D) - 12. Oscar W. Gillespie (D) - 13. John Hall Stephens (D) - 14. James Luther Slayden (D) - 15. John Nance Garner (D) - 16. William Robert Smith (D) Utah Staatsweite Wahlen - Joseph Howell (R) Vermont 2 Wahlbezirke - 1. David J. Foster (R) - 2. Frank Plumley (R) Virginia 10 Wahlbezirke - 1. William Atkinson Jones (D) - 2. Harry L. Maynard (D) - 3. John Lamb (D) - 4. Francis R. Lassiter (D) bis zum 31. Oktober 1909 - Robert Turnbull (D) ab dem 8. März 1910 - 5. Edward W. Saunders (D) - 6. Carter Glass (D) - 7. James Hay (D) - 8. Charles Creighton Carlin (D) - 9. C. Bascom Slemp (R) - 10. Henry D. Flood (D) Washington Drei Wahlbezirke - 1. William E. Humphrey (R) - 2. Francis W. Cushman (R) bis zum 6. Juli 1909 - William W. McCredie (R) ab dem 2. November 1909 - 3. Miles Poindexter (R) West Virginia 5 Wahlbezirke - 1. William P. Hubbard (R) - 2. George Cookman Sturgiss (R) - 3. Joseph H. Gaines (R) - 4. Harry C. Woodyard (R) - 5. James A. Hughes (R) Wisconsin 11 Wahlbezirke - 1. Henry A. Cooper (R) - 2. John M. Nelson (R) - 3. Arthur W. Kopp (R) - 4. William J. Cary (R) - 5. William H. Stafford (R) - 6. Charles H. Weisse (D) - 7. John J. Esch (R) - 8. James H. Davidson (R) - 9. Gustav Küstermann (R) - 10. Elmer A. Morse (R) - 11. Irvine Lenroot (R) Wyoming Staatsweite Wahlen - Franklin Wheeler Mondell (R) |

Nicht stimmberechtigte Mitglieder im Repräsentantenhaus:
- Alaska-Territorium: James Wickersham (R)
- Arizona-Territorium: Ralph H. Cameron (R)
- Hawaii-Territorium: Jonah Kūhiō Kalanianaʻole (R)
- New-Mexico-Territorium: William Henry Andrews (R)
- Philippinen:
  - 1. Benito Legarda
  - 2. Pablo Ocampo (D) bis zum 22. November 1909
    - Manuel Quezon (Unionist) ab dem 23. November 1909
- Puerto Rico: Tulio Larrinaga (Unionist)